# Saint-Gervais (Linguadoca-Rossiglione)
Saint-Gervais è un comune francese di 687 abitanti situato nel dipartimento del Gard, nella regione dell'Occitania.

## Società

### Evoluzione demografica
Abitanti censiti